# Benjamin Wade
Benjamin "Coach" Wade (18 de setembro de 1971)  foi um participante do reality show competitivo Survivor tendo participado das temporadas Survivor: Tocantins, Survivor: Heróis contra Vilões e Survivor: South Pacific.

## Antes do Survivor
Benjamin Wade nasceu e cresceu em Knoxville, Tennessee onde estudou na West High School. Em 1993, graduou-se em Negócios pela Universidade do Tennessee. Wade foi criado em um ambiente musical e tocou na orquestra da Universidade do Tennessee, mais conhecida como Orquestra Sinfônica de Knoxville, além de outras orquestras profissionais
.
Em 2003, foi contratado para atuar na Orquestra Sinfônica de Susanville. Seu principal instrumento é o trompete .. Desde que começou a atuar na Orquestra Sinfônica de Susanville, Wade passou a compor música clássica e ocupa o cargo de diretor artístico e regente desta orquestra. Small Town Big Symphony é um documentário filmado, em 2006, pelo irmão de Coach, Peter Wade que narra as principais conquistas e trajetória da orquestra de Susanville
No futebol, Wade foi contratado em 1997 pelo Simpson College na cidade de Redding, Califórnia para ser técnico da equipe feminina de futebol, desde então, passou treze anos treinando equipes de futebol colegial. De 2005-2009 dirigia o time de futebol feminino da Universidade Southwest Baptist, em Missouri onde foi despedido do cargo após sua participação em Survivor: Tocantins.

## Survivor: Tocantins
Em 2009, Wade foi selecionado para participar da décima-oitava temporada do reality show Survivor e foi um dos participantes mais controversos a disputar o jogo, terminando na quinta colocação. Ficou reconhecido por dar apelidos aos seus colegas de tribo chamando J.T. de “guerreiro”, Stephen de “mago” e a si mesmo de “caçador de dragões”. Mas, provavelmente, Coach ficou mais conhecido por contar suas fantásticas histórias e façanhas anteriores como canoísta profissional.

## Survivor: Heroes versus Villains
Em 2010, Coach retorna ao programa, na edição comemorativa pelo décimo aniversário da série, intitulada Survivor: Heróis contra Vilões. Pelo seu estilo de jogo prévio, Coach foi designado para a tribo dos Vilões. No episódio Expectations, que foi transmitido em 8 de abril de 2010, Coach foi o nono competidor eliminado da competição e se tornou o primeiro membro do júri.

## Participação em episódios de Survivor
Coach participou de trinta e um episódios de Survivor e permaneceu 36 dias na competição em sua estada no Brasil e 21 dias em Samoa, quando participou de Survivor: Heroes vs. Villains. Ao todo, Coach já competiu 57 dias de Survivor.
| #  | Ano  | Temporada                                     | Episódio                                                    | Data de transmissão | Tribo           |
| -- | ---- | --------------------------------------------- | ----------------------------------------------------------- | ------------------- | --------------- |
| 1  | 2009 | Survivor: Tocantins – The Brazilian Highlands | Let's Get Rid of the Weak Players Before We Even Start      | 12 de fevereiro     | Timbira         |
| 2  | 2009 | Survivor: Tocantins – The Brazilian Highlands | The Poison Apple Needs to Go                                | 19 de fevereiro     | Timbira         |
| 3  | 2009 | Survivor: Tocantins – The Brazilian Highlands | Mama Said There'd Be Days Like This                         | 26 de fevereiro     | Timbira         |
| 4  | 2009 | Survivor: Tocantins – The Brazilian Highlands | The Strongest Man Alive                                     | 5 de março          | Timbira         |
| 5  | 2009 | Survivor: Tocantins – The Brazilian Highlands | You're Going to Want that Tooth                             | 12 de março         | Timbira         |
| 6  | 2009 | Survivor: Tocantins – The Brazilian Highlands | The First Fifteen Days                                      | 25 de março         | Timbira         |
| 7  | 2009 | Survivor: Tocantins – The Brazilian Highlands | One of Those Coach Moments                                  | 2 de abril          | Timbira → Forza |
| 8  | 2009 | Survivor: Tocantins – The Brazilian Highlands | The Dragon Slayer                                           | 9 de abril          | Forza           |
| 9  | 2009 | Survivor: Tocantins – The Brazilian Highlands | The Biggest Fraud in the Game                               | 16 de abril         | Forza           |
| 10 | 2009 | Survivor: Tocantins – The Brazilian Highlands | It's Funny When People Cry                                  | 23 de abril         | Forza           |
| 11 | 2009 | Survivor: Tocantins – The Brazilian Highlands | They Both Went Bananas                                      | 30 de abril         | Forza           |
| 12 | 2009 | Survivor: Tocantins – The Brazilian Highlands | The Ultimate Sacrifice                                      | 7 de maio           | Forza → Júri    |
| 13 | 2009 | Survivor: Tocantins – The Brazilian Highlands | The Martyr Approach                                         | 14 de maio          | Júri            |
| 14 | 2009 | Survivor: Tocantins – The Brazilian Highlands | I Trust You But I Trust Me More                             | 17 de maio          | Júri            |
| 15 | 2009 | Survivor: Tocantins – The Brazilian Highlands | Survivor: Tocantins - The Brazilian Highlands - The Reunion | 17 de maio          | Júri            |
| 16 | 2010 | Especial                                      | Surviving Survivor                                          | 4 de fevereiro      |                 |
| 17 | 2010 | Survivor: Heroes vs. Villains                 | Slay Everyone, Trust No One                                 | 11 de fevereiro     | Villains        |
| 18 | 2010 | Survivor: Heroes vs. Villains                 | It's Getting the Best of Me                                 | 18 de fevereiro     | Villains        |
| 19 | 2010 | Survivor: Heroes vs. Villains                 | That Girl Is Like a Virus                                   | 25 de fevereiro     | Villains        |
| 20 | 2010 | Survivor: Heroes vs. Villains                 | Tonight, We Make Our Move                                   | 4 de março          | Villains        |
| 21 | 2010 | Survivor: Heroes vs. Villains                 | Knights of the Round Table                                  | 11 de março         | Villains        |
| 22 | 2010 | Survivor: Heroes vs. Villains                 | Banana Etiquette                                            | 24 de março         | Villains        |
| 23 | 2010 | Survivor: Heroes vs. Villains                 | I'm Not a Good Villain                                      | 1 de abril          | Villains        |
| 24 | 2010 | Survivor: Heroes vs. Villains                 | Expectations                                                | 8 de abril          | Villains → Júri |
| 25 | 2010 | Survivor: Heroes vs. Villains                 | Survivor History                                            | 15 de abril         | Júri            |
| 26 | 2010 | Survivor: Heroes vs. Villains                 | Going Down in Flames                                        | 22 de abril         | Júri            |
| 27 | 2010 | Survivor: Heroes vs. Villains                 | Jumping Ship                                                | 29 de abril         | Júri            |
| 28 | 2010 | Survivor: Heroes vs. Villains                 | A Sinking Ship                                              | 5 de maio           | Júri            |
| 29 | 2010 | Survivor: Heroes vs. Villains                 | Loose Lips Sink Ships                                       | 13 de maio          | Júri            |
| 30 | 2010 | Survivor: Heroes vs. Villains                 | Anything Could Happen                                       | 16 de maio          | Júri            |
| 31 | 2010 | Survivor: Heroes vs. Villains                 | Survivor: Heroes vs. Villains - The Reunion                 | 16 de maio          | Júri            |